# Anta Gorda
Anta Gorda este un oraș în Rio Grande do Sul (RS), Brazilia. 